# Nervio óptico

El nervio óptico es un nervio sensorial (el segundo par craneal) encargado de transmitir la información visual desde la retina hasta el cerebro.
Se origina en la capa de células ganglionares de la retina, y su origen aparente en el encéfalo es el quiasma óptico.

## Recorrido y relaciones
Mide aproximadamente 5 cm de longitud, y se orienta en sentido anteroposterior.
Se describen en él cuatro segmentos:
- Primer segmento: intraocular. Los axones de las células ganglionares de la retina convergen en la papila óptica, desde allí el nervio perfora las capas superficiales del ojo (esclerótica y coroides) en un sitio llamado zona cribosa.
- Segundo segmento: intraorbitario. El nervio queda comprendido en un cono formado por los músculos rectos del ojo y se sumerge en la grasa retroocular. En el vértice de la órbita por el anillo fibroso que presta inserción a los músculos rectos (anillo de Zinn). En este segmento el nervio se relaciona por arriba con la arteria oftálmica y por fuera con el ganglio oftálmico.
- Tercer segmento: intracanalicular. El nervio atraviesa el foramen óptico acompañado por la arteria oftálmica. En este sitio, es frecuente la lesión del nervio por fracturas que comprometan la base del cráneo y el vértice de la órbita.
- Cuarto segmento: intracraneal. Mide 1 cm y está comprendido entre el foramen óptico y el quiasma óptico. En este segmento el nervio está situado sobre la tienda de la hipófisis y sobre el conducto óptico del esfenoides.

En el quiasma óptico, todas las fibras que llevan información de la hemirretina nasal pasan al lado contralateral, y las fibras de la hemirretina temporal pasan ipsilaterales. A través del tracto óptico, las fibras proyectan al núcleo geniculado lateral del tálamo, localizado en la profundidad del cuerpo geniculado lateral. Las neuronas talámicas proyectan, a través de las radiaciones ópticas, a la corteza visual primaria, o estriada, finalizando fundamentalmente en la capa IV.
No obstante, otras vías alternativas:
- A través del haz retinohipotalámico (que se origina fundamentalmente en las células ganglionares especiales con melanopsina de la retina visual), la información visual se transmite al núcleo supraquiasmático del hipotálamo. Este núcleo funciona como un reloj interno y ajusta el ciclo circadiano al tiempo real, ya que regula la liberación de melatonina por parte de la glándula pineal, a través del sistema nervioso simpático (por fibras del ganglio simpático cervical superior).
- Las células ganglionares con melanopsina envían información al área pretectal. Si la luz es muy intensa, el área pretectal, a través de las fibras parasimpáticas preganglionares que se originan en el núcleo accesorio de Edinger-Westphal y que hacen sinapsis con neuronas postganglionares del ganglio ciliar, inerva al músculo esfínter de la pupila, que se contrae para disminuir el diámetro pupilar, disminuyendo la cantidad de luz que entra al ojo. Esto es, el reflejo fotomotor.
- Las células ganglionares M envían información al colículo superior, un centro que integra otras informaciones sensoriales y que está implicado en la elaboración de reflejos.

## Semiología
La exploración de los pares craneales debe incluir maniobras que evalúen la agudeza visual, los campos visuales y la visión de color. La agudeza visual suele explorarse con la gráfica de Snellen, la cual tiene dos tiras de colores, con las cuales se explora la visión del color. El examen del fondo de ojo debe ser parte de la exploración del nervio óptico.
El reflejo fotomotor o pupilar se explora iluminando cada ojo y se observa la contracción de la pupila. En el reflejo consensual, la iluminación de un ojo causa contracción de la pupila del ojo contralateral.
Estos reflejos permiten conocer la motilidad intrínseca del ojo, dado por la porción parasimpática del nervio motor ocular común (III par), mediado por el ganglio ciliar.